# サッターム・ビン・アブドゥルアズィーズ

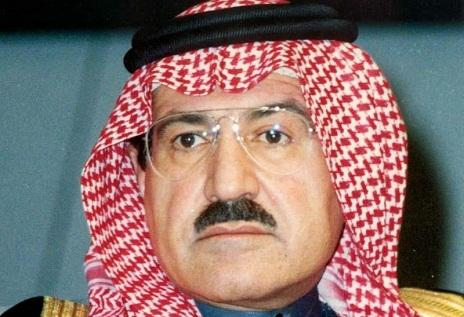
サッターム・ビン・アブドゥルアズィーズ

サッターム・ビン・アブドゥルアズィーズ・アール＝サウード（アラビア語: سطام بن عبد العزيز آل سعود、Sattam bin Abdul Aziz、1941年1月21日 - 2013年2月12日）は、サウジアラビアの王族、リヤード州の知事。勧善懲悪委員会の委員を務めた。
1941年に首都リヤドで初代アブドゥルアズィーズ王の王子として生まれる。アメリカのサンディエゴ大学に留学して経営学博士を取得。1979年から2011年までリヤード州副知事を務め、2011年にリヤド州知事に就任した。
また勧善懲悪委員会の委員も務め、厳しいイスラム原理主義者として、バレンタインデー禁止、イヌやネコの販売および公の場での散歩を禁止、広場で洋服を着て踊っていた若者57人を逮捕するなどの数々の禁止令を出し、宗教警察を動員して厳しい取締りを行ったことで有名である。